# Выборы в Тринидаде и Тобаго
Выборы в Тринидаде и Тобаго делятся на национальные и местные.

## Описание
На национальном уровне в Тринидаде и Тобаго избирается Палата представителей (нижняя палата парламента Тринидада и Тобаго). Глава правительства премьер-министр выбирается из числа избранных представителей на основании его/её поддержки большинством законодателей. Парламент Республики Тринидад и Тобаго состоит из двух палат. Палата представителей состоит из 41 члена, избираемых на максимальный пятилетний срок в одномандатных округах. Сенат состоит из 31 члена: 16 правительственных сенаторов, назначенных по совету премьер-министра, 6 оппозиционных сенаторов, назначенных по совету лидера оппозиции, и 9 так называемых независимых сенаторов, назначенных президентом для представления других секторов гражданского общества. Президент Тринидада и Тобаго избирается на пятилетний срок в ходе непрямых выборов коллегией выборщиков, состоящей из членов обеих палат парламента. 
Другие выборные органы включают органы регионального и местного самоуправления в Тринидаде (2 города, 3 района, 9 региональных образований) и Палату собрания Тобаго, которая занимается вопросами местного самоуправления на острове Тобаго, что закреплено в Конституции.

## История
До 1925 года Тринидад и Тобаго был британской колонией, управляемой как коронная колония, хотя избранные муниципальные и муниципальные советы существовали в Порт-оф-Спейн и Сан-Фернандо. Первыми выборами в Законодательный совет Тринидада и Тобаго стали выборы 1925 года. Семь из тринадцати неофициальных членов были избраны, шесть неофициальных были назначены губернатором, а двенадцать официальных членов заседали в Законодательном совете на основе официально занимаемой должности (ex-officio). Губернатор имел право на обычное голосование и дополнительный решающий голос, чтобы снять возможность патовой ситуации. Избирательное право определялось доходом, имуществом и квалификацией проживания и была ограничена мужчинами старше 21 года и женщинами старше 30 лет. Выборы 1946 года были первыми выборами в стране со всеобщим избирательным правом для взрослых.